# انفجاری نرم‌کامی بی‌واک
انفجاری نرمکامی بی‌واک یا انسدادی نرمکامی بی‌واک یک صامت است که در گفتار بسیاری از زبان‌های جهان به کار می‌رود. نماد این همخوان در الفبای آوانگاری بین‌المللی ⟨k⟩ است. در فارسی این همخوان با حرف «ک» نشان داده می‌شود.